# عوينات الطل
عُوَيْنَاتُ الطَّلِّ أو عُوَيْنَاتُ إكُمْبَان بلدة موريتانية وإحدى بلديات ولاية الحوض الغربي.

## وصلات خارجية
- تقرير عن عوينات الطل على القناة الموريتانية